# Budapest 1945 előtti lakótelepszerű létesítményeinek listája
Az alábbi lista Budapest 1945 előtti lakótelepszerű létesítményeit tartalmazza.

## Fogalmi meghatározás
A lakótelep fogalmára többféle meghatározás létezik, e lista összeállítása szempontjából a német építész, Olaf Gibbins leírása tekinthető alapvetésnek: a lakótelep olyan lakóterület, amelyet önmagában funkcionális egységként terveztek és hoztak létre. Négy-, illetve többemeletes házaiban legalább 500 lakás található, túlnyomórészt a hatvanas évek után épült és a nagy lakáshiány csökkentését szolgálta. Jellemzői közé tartozik még a sűrű beépítettség, meghatározott számú ház-, illetve lakástípus.
Ez a lista ezeket a lakótelepeket nem tartalmazza, azokat a Budapest lakótelepeinek listája lapon lehet megtekinteni.
A barakktelepekről bővebben ld.: 

## A lista

### II. kerület
| Kép | Név                                  | Építés ideje | Elhelyezkedés   | Megjegyzés |
| --- | ------------------------------------ | ------------ | --------------- | ---------- |
|     | Napraforgó utcai kísérleti lakótelep | 1932         | Napraforgó utca |            |

### III. kerület
| Kép | Név                       | Építés ideje | Elhelyezkedés | Megjegyzés |
| --- | ------------------------- | ------------ | --- | --- |
|     | Óbudai Gázgyári Lakótelep | 1912–1913    | Munkástelep: Tisztviselőtelep: Záhony utca – Sújtás utca – Keled út – Gázgyár utca közötti rész, Tisztviselőtelep: Ángel Sanz Briz út – Hamvas Béla sétány – Gázgyár közötti rész | Épült az Óbudai Gázgyár dolgozói számára. Tervező: Almási Balogh Loránd, Reichl Kálmán. Két része: Munkástelep, Tisztviselőtelep. |

### VI. kerület
| Kép | Név                                                     | Építés ideje | Elhelyezkedés           | Megjegyzés                                                                                         |
| --- | ------------------------------------------------------- | ------------ | ----------------------- | -------------------------------------------------------------------------------------------------- |
|     | Podmaniczky utcai MÁV tisztviselői lakóházak („Hatház”) | 1918–1922    | Podmaniczky utca 83-93. | A Magyar Államvasutak építette dolgozói számára. Az építési munkálatokat irányította: Tauszig Béla |

### VIII. kerület
| Kép | Név                                                  | Építés ideje | Elhelyezkedés | Megjegyzés                                                                                                |
| --- | ---------------------------------------------------- | ------------ | --- | --- |
|     | Kerepesi úti MÁV tisztviselői lakóházak („Nyolcház”) | 1880-as évek | a Kerepesi út – Festetics György utca – Mosonyi utca – Lóvásár utca által határolt terület                                        | A Magyar Államvasutak építette dolgozói számára. Tervezte: Rochlitz Gyula.                                |
|     | Tisztviselőtelep                                     | 1886–1888    | Vajda Péter utca az Orczy úttól – Könyves Kálmán körút – Üllői út – a Nagyvárad tér keleti oldala – Orczy út a Vajda Péter utcáig | |
|     | MÁVAG-kolónia                                        | 1908–1909    | Vajda Péter utca 4-6. | A Magyar Királyi Állami Vas-, Acél- és Gépgyárak (MÁVAG) épített a dolgozói számára. Tervező: Lipták Pál. |
|     | Százados úti művésztelep                             | 1909–1911    | Százados út 3-13. | Tervező: Wossala Sándor.                                                                                  |
|     | Papházak                                             | 1912         | Budapest, Práter u. 59. | Tervező: Tőry Emil és Pogány Móric.                                                                       |

### IX. kerület
| Kép | Név                                               | Építés ideje              | Elhelyezkedés                                                                | Megjegyzés                                                         |
| --- | ------------------------------------------------- | ------------------------- | ---------------------------------------------------------------------------- | ------------------------------------------------------------------ |
|     | Ferencvárosi MÁV-telep (Gyáli úti-telep)          | 1890-es évek–1910-es évek | a Gyáli út, Péceli út, Szerelvény köz és Zombori utca által határolt terület | A Magyar Államvasutak építette dolgozói számára.                   |
|     | Kén utcai minta-munkáslakástelep („Kis-Dzsumbuj”) | kb. 1897                  | a Gubacsi út és a Kén utca találkozásánál                                    | 2012–2016 között bontották el.                                     |
|     | Gyáli úti székesfővárosi kislakásos bérházak      | 1909                      | Budapest, Gyáli út 21-28.                                                    | épült Bárczy István kislakás- és iskolaépítési programja keretében |
|     | Illatos úti szükséglakás-telep („Dzsumbuj”)       | 1937–1938                 | Illatos út 5.                                                                | Elbontották 2005–2014 között.                                      |
|     | Vágóhíd utcai szükséglakások                      | 1930-as évek?             | Vágóhíd u. 32.                                                               |                                                                    |

### X. kerület
| Kép | Név                                                                     | Építés ideje   | Elhelyezkedés                                                                                     | Megjegyzés                                       |  |
| --- | ----------------------------------------------------------------------- | -------------- | ------------------------------------------------------------------------------------------------- | ------------------------------------------------ |  |
|     | Józsefváros–Kőbányai MÁV-telep (Kőbányai úti telep vagy „Jancsi-telep”) | 1894–1896      | Hungária körút – Salgótarjáni út – Zách utca közötti terület                                      | A Magyar Államvasutak építette dolgozói számára. |  |
|     | Felsőrákosi MÁV telep                                                   | 1890-es évek ? | Keresztúri út mentén                                                                              | A Magyar Államvasutak építette dolgozói számára. |  |
|     | Maglódi úti lakótelep                                                   | 1900 k.        | Maglódi út mentén (32. sz. és környéke)                                                           |                                                  |  |
|     | Nagy-Pongrác telep                                                      | 1921/1923–1926 | Budapest, Pongrácz út – Gép utca – Kőbányai út közötti terület (hagyományosan Pongrác út 17. sz.) |                                                  |  |
|     | Juranics-telep                                                          | 1921–1924      | Hős u. 2-4.                                                                                       |                                                  |  |
|     | Üllői úti kislakásos bérházak                                           | 1927           | Üllői út 120-124.                                                                                 |                                                  |  |
|     | Hős utcai lakótelep                                                     | 1937           | Hős u. 15.                                                                                        |                                                  |  |
|     | Pongrác úti lakótelep („Kis-Pongrác telep”)                             | 1939–1943      | hagyományosan Pongrác út 9. sz.                                                                   |                                                  |  |

### XI. kerület
| Kép | Név                                                                                       | Építés ideje | Elhelyezkedés                                                                         | Megjegyzés |
| --- | ----------------------------------------------------------------------------------------- | ------------ | ------------------------------------------------------------------------------------- | ---------- |
|     | Kanizsai utcai rendőrségi lakótelep                                                       | 1928–1929    |                                                                                       |            |
|     | Az Országos Társadalombiztosító Intézet tisztviselőtelepe (Albertfalvai tisztviselőtelep) | 1929–1931    | a Fegyvernek utca, Építész utca, Karcag utca és Vegyész utca által határolt területen |            |

### XII. kerület
| Kép | Név                           | Építés ideje | Elhelyezkedés                        | Megjegyzés                        |
| --- | ----------------------------- | ------------ | ------------------------------------ | --------------------------------- |
|     | Bírák és Ügyészek lakónegyede | 1910–1913    | Ráth György utca környéke            | tervezte: Árkay Aladár            |
|     | Virányosi Tisztviselő Telep   | 1910-es évek | Dániel út és Kiss Áron utca környéke | tervezte (nagyrészt): Jakab Árpád |

### XIII. kerület
| Kép | Név                                                                                       | Építés ideje | Elhelyezkedés                                                                 | Megjegyzés                                                                         |
| --- | ----------------------------------------------------------------------------------------- | ------------ | ----------------------------------------------------------------------------- | ---------------------------------------------------------------------------------- |
|     | „Hétház”                                                                                  | 1895–1897    | Váci út 110-114.                                                              |                                                                                    |
|     | "Nyolcház"                                                                                | ?            | Forgách utca, Hajdú utca, Rozsnyay utca által határolt terület                |                                                                                    |
|     | „Kilencház”, Malomházak                                                                   | 1885         | a Kassák Lajos út, Huba utca, Botond utca és Tüzér utca négyszögében terül el | Az Első Budapesti Gőzmalom Rt. építette, 1885-ben, lengyel vendégmunkásai számára. |
|     | „Tizenháromház”                                                                           | 1896         | Váci út 100-108.                                                              |                                                                                    |
|     | Palatinus-házak                                                                           | 1911–1912    | Pozsonyi út                                                                   |                                                                                    |
|     | Tatai utcai MÁV tisztviselői lakóházak                                                    | 1913         | Szent László út 135-143. / Tatai utca 120-130.                                | A Magyar Államvasutak építette dolgozói számára. Tervezte: Jeney Ernő.             |
|     | Váci út 170. lakótelep                                                                    | 1926         | Váci út 170.                                                                  |                                                                                    |
|     | Dagály utcai rendőrségi lakótelep                                                         | 1930         |                                                                               |                                                                                    |
|     | Magdolnavárosi OTI telep (Az Országos Társadalombiztosító Intézet angyalföldi lakótelepe) | 1940–1943    |                                                                               | Tervezői: Goszleth Lajos és Frank Ágoston.                                         |
|     | Tatai utcai [N] telep                                                                     | n. a.        | Tatai utca 120-130.                                                           |                                                                                    |

### XIV. kerület
| Kép | Név                                                          | Építés ideje | Elhelyezkedés                                | Megjegyzés                  |
| --- | ------------------------------------------------------------ | ------------ | -------------------------------------------- | --------------------------- |
|     | a Posta tisztviselőinek zuglói lakótelepe (Postás lakótelep) | 1910         | Gervay utca                                  | Tervezte: Neuschloss Kornél |
|     | Vitézi telep                                                 | 1934-1940    | a Fogarasi út és a Bolgárkertész utca között |                             |

### XV. kerület
| Kép | Név                     | Építés ideje         | Elhelyezkedés              | Megjegyzés                                       |
| --- | ----------------------- | -------------------- | -------------------------- | ------------------------------------------------ |
|     | Rákospalotai MÁV-telep  | 1907–1909, 1914–1916 | Vasutastelep utca környéke | A Magyar Államvasutak építette dolgozói számára. |
|     | Posztógyári munkásházak |                      | Gubó utca 6.-8.            |                                                  |

### XVII. kerület
| Kép | Név                     | Építés ideje | Elhelyezkedés | Megjegyzés |
| --- | ----------------------- | ------------ | ------------- | ---------- |
|     | Rákosligeti munkástelep | 1897         |               |            |

### XVIII. kerület
| Kép | Név         | Építés ideje              | Elhelyezkedés | Megjegyzés                                                                            |
| --- | ----------- | ------------------------- | --- | ------------------------------------------------------------------------------------- |
|     | Liptáktelep | 1900-as évek–1920-as évek | az Üllői út a MÁV lajosmizsei vonalától – Bartók Lajos utca – Reviczky Gyula utca – Vörösmarty utca – Barcsay utca – Kolozsvár utca – a Kispesti temető déli fala – Csapó utca – Puskás Ferenc út – a MÁV lajosmizsei vonala az Üllői útig | A Lőrinci Hengerművel mellett 1900-tól 1920-ig családi házakkal beépült terület neve. |

### XIX. kerület
| Kép | Név          | Építés ideje | Elhelyezkedés                                                                                     | Megjegyzés |
| --- | ------------ | ------------ | ------------------------------------------------------------------------------------------------- | ---------- |
|     | Wekerletelep | 1908–1926    | a Nagykőrösi út, a Határ út, az Ady Endre út, valamint a Bercsényi utca és Rákóczi utca határolja |            |

## Egyéb irodalom
- Körner Zsuzsa: A telepszerű lakásépítés története Magyarországon 1850–1945, TERC Kft., Budapest, 2004, ISBN 963-9535-24-9
- Umbrai Laura: A szociális kislakásépítés története Budapesten 1870–1948, Napvilág Kiadó, Budapest, 2008, ISBN 978-963-9697-27-0

## Egyéb külső hivatkozások
- http://dla.epitesz.bme.hu/appendfiles/414-szabo_david_egyeni_130607_.pdf
- https://telepekbudapest.blogspot.com/p/megnevezese-i.html